# Sinobatis borneensis
Sinobatis borneensis — вид хрящевых рыб рода Sinobatis семейства нитерылых скатов отряда скатообразных. Обитают в северо-западной части и центрально-западной части Тихого океана. Встречаются на глубине до 1100 м. Их крупные, уплощённые грудные плавники образуют диск с широким вытянутым рылом, которое оканчивается заострённым выростом. Передние лопасти брюшных плавников имеют вид конечностей. Максимальная зарегистрированная длина 39,9 см. 

## Таксономия
Впервые вид был научно описан в 1965 году как Anacanthobatis borneensis. Видовой эпитет происходит от названия Южно-Китайского моря кит. 南海 (Nánhǎi). Возможно вид конспецифичен Sinobatis melanosoma. Голотип представляет собой половозрелого самца длиной 31,7 см, пойманного у берегов Борнео (6°00′ с. ш. 109°57′ в. д.) на глубине 820—830 м. 

## Ареал
Эти глубоководные скаты обитают в северо-западной и центрально-западной части Тихого океана, в Южно-Китайском и Восточно-Китайском морях у берегов Индонезии, Японии, Малайзии, Филиппин, Тайваня и Китая. Встречаются на глубине от 475 до 835 м, а по другим данным от 800 до 1100 м. 

## Описание
Широкие и плоские грудные плавники этих скатов образуют округлый диск. Рыло вытянутое и заострённое. Кожа лишена чешуи. Спинные плавники отсутствуют. На вентральной стороне диска расположены 5 жаберных щелей, ноздри и рот. Тонкий хвост короче диска.  Диск тонкий. Глаза мелкие, сильно удалены от кончика рыла. Передняя доля брюшных плавников полностью отделена от задней доли и имеет форму «ножек». Задняя доля срастается с хвостом. Максимальная зарегистрированная длина 39,9 см. 

## Биология
Самцы достигают половой зрелости при длине около 26 см.

## Взаимодействие с человеком
Эти скаты не являются объектом целевого лова. Возможно, они попадаются в качестве прилова при глубоководном тралении. В ареале глубоководный промысел не ведётся. 	Международный союз охраны природы присвоил этому виду  охранный статус  «Вызывающий наименьшие опасения».